# Đai Caspari

Sơ đồ mô tả vị trí và vai trò của đai Caspari.

Đai Caspari là tên của một loại cấu trúc của thực vật trên cạn, được phát hiện và công bố đầu tiên nhờ nhà thực vật học người Đức Robert Caspary (1818-1887). Trong tiếng Đức, cấu trúc này gọi là Casparische Streifen với từ "streifen" đã được dịch là "đai" hay "dải" hoặc "vòng" hay "vành đai". Trong tiếng Anh, cấu trúc này gọi là Casparian strip.
Đây là một tập hợp các hợp chất cấu tạo từ suberin và cả licnin bao quanh khoảng gian bào mỗi tế bào nội bì, tạo thành một vành đai xung quanh lớp nội bì, hoàn toàn không thấm nước và chất tan, nên nước từ môi trường vận chuyển vào rễ theo con đường gian bào đến lớp nội bì này coi như kết thúc, dòng nước và khoáng phải chuyển sang chất nguyên sinh mới vào được các tế bào xylem của mạch gỗ (xem hình). Nhờ đó, rễ ngăn được nước ở xylem mạch gỗ thẩm thấu ngược trở lại, đồng thời cây có thể điều chỉnh lượng nước và chất hòa tan. Mặc dù cấu trúc này được Robert Caspary phát hiện ở cây thủy sinh từ thế kỉ XIX, nhưng mãi đến thế kỉ XX các nhà khoa học mới khám phá ra ra chi tiết về thành phần cấu tạo và chức năng của cấu trúc này, đồng thời cũng xác nhận sự có mặt phổ biến của đai Caspari ở cây trên cạn.

## Vị trí

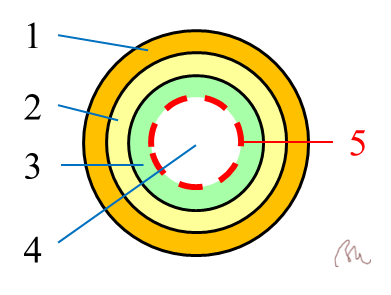
Sơ đồ rễ cây cắt ngang. 1 = Biểu bì (nâu); 2 = Vỏ (vàng); 3 = Nội bì (xanh); 4 = Trung trụ (trắng); 5 = Đai Caspari (đỏ).

- Ở rễ và thân non của nhiều loài thực vật có bốn lớp tế bào chính, lần lượt từ ngoài vào trong là: biểu bì, vỏ, nội bì và trung trụ (xem hình bên); trong trung trụ có mạch gỗ gồm nhiều tế bào xylem tạo thành, có chức năng vận chuyển nước và muối khoáng từ rễ lên phần cao hơn của cây, nên được gọi là "đường đi lên".[2]
- Đai Caspari nằm ở vùng nội bì, phần tiếp giáp giữa vỏ và trung trụ (chứa mạch gỗ thuộc đường đi lên). Thực chất của "vành đai" này không phải là một dải liên tục, mà là tập hợp các "điểm" không thấm nước ở khoảng gian bào của lớp nội bì.[6]

## Cấu tạo

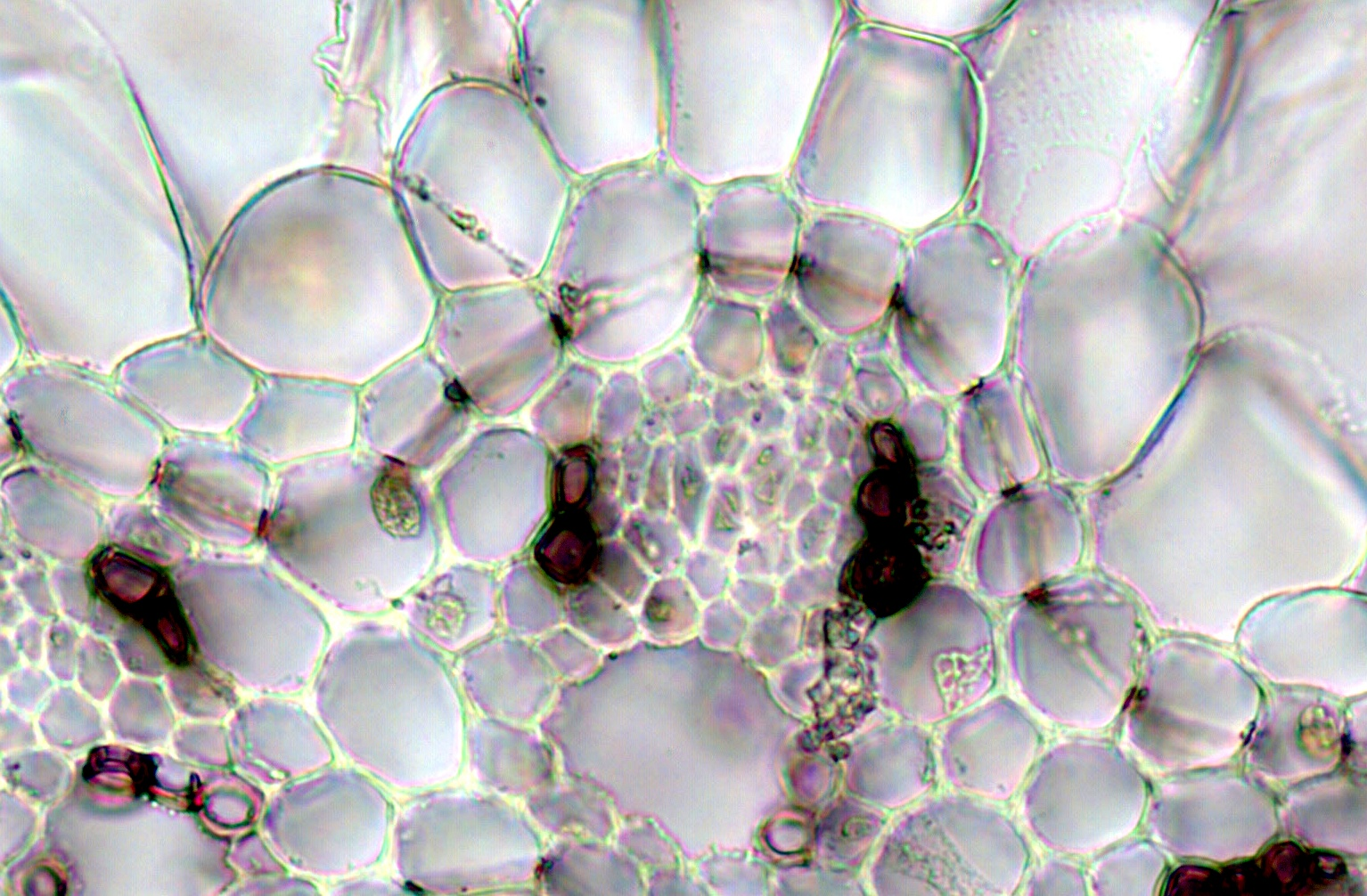
Ảnh hiển vi lát cắt ngang rễ cây Equisetum giganteum có đai Caspari trong lớp nội bì (nhuộm màu tối).

- Về mặt thành phần hóa học, đai Caspari bao gồm chủ yếu là suberin và cả lignin là những hợp chất không thấm nước. Ban đầu (lúc các mô còn non), đai được hình thành nhờ sự lắng đọng cục bộ của các chất béo phenolic (naturally occurring phenols) và các chất béo không bão hòa ở khoảng gian bào, giữa các tế bào nội bì mà một phần màng bị oxy hóa. Vị trí bị lắng đọng này dày dần tạo thành lớp "xi măng" vừa không thấm nước, lại vừa gắn chặt các tế bào nội bì với nhau. Tế bào chất của những tế bào nội bì cũng gắn chặt vào đai làm nó không dễ dàng tách rời khi các tế bào bị co lại hoặc có xảy ra co nguyên sinh. Nhờ đó, vành đai không cho nước thấm ngược trở lại để trở về rễ, góp phần đây nước trong mạch gỗ lên cao, theo con đường duy nhất là "đường đi lên".
- Ở rễ, đai này gắn liền với vách tế bào nội bì rễ phía sau chóp rễ. Các nhà khoa học đã chứng minh được yếu tố phiên mã SHORT-ROOT (SHR) đóng vai trò là điều hoà chính và thúc đẩy sự hình thành đai Caspari thông qua hai hoạt động độc lập: tạo ra sự biểu hiện của enzym ở đai Caspari thông qua MYB36 và chỉ đạo quá trình hình thành đai Caspari thông qua SCARECROW (SCR).[7]

## Chức năng

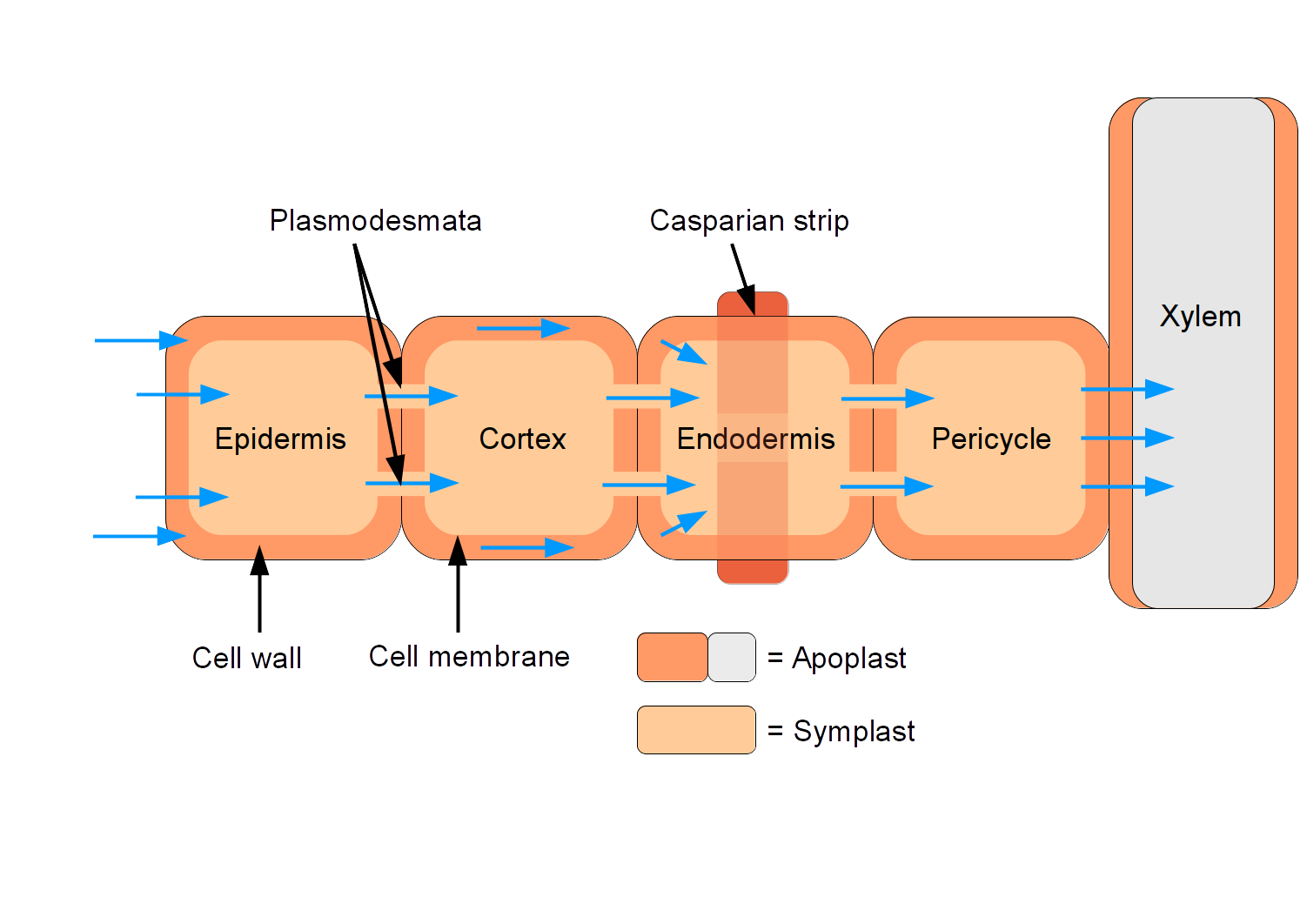
Dòng nước và chất tan theo mũi tên màu xanh là con đường nội bào ở rễ, lần lượt đi từ epidermi (biểu bì) - cortex (vỏ) - endodermi (nội bì) pericycle (trung trụ) - xylem (mạch gỗ). Con đường ngoại bào (qua gian bào) đã bị đai Caspari chặn lại.

- Về mặt sinh lí, đai Caspari có nhiệm vụ ngăn cản nước và ion khoáng xâm nhập từ ngoài vào mạch gỗ theo con đường gian bào. Dòng nước từ môi trường vận chuyển vào rễ theo con đường gian bào đến đai Caspari sẽ bị "ba-ri-e" này chặn lại, bắt buộc phải chuyển hết sang con đường tế bào chất để qua chất nguyên sinh mới vào được xylem.
- Đồng thời, "ba-ri-e" này cũng ngăn nước ở mạch gỗ thấm ngược trở lại, tăng sức đẩy của "áp suất rễ", góp phần đẩy nước lên các bộ phận trên cao của cây có khi đến hàng chục hoặc trăm mét cao so với mặt đất.
- Cũng nhờ "ba-ri-e" này, mà cây có thể điều chỉnh lượng nước và chất hòa tan.[8]

## Hình thành
- Như trên đã nói, đai này do sự lắng đọng dần dần, nghĩa là nó thuộc loại cấu trúc thứ cấp trong cấu tạo của thực vật có mạch. Trong trường hợp cây không có sự phát triển thứ cấp như hầu hết là các cây một lá mầm (monocotyledons), thì nội bì của chúng thường phải trải qua các biến đổi để tạo thành đai này.
- Trong giai đoạn tạo thành, suberin bao phủ lên toàn bộ thành trong tế bào. Sau đó, đai Casparian hình thành từ lớp suberin bị tách ra khỏi tế bào chất và kết nối giữa hai khoảng gian bào. Rồi đến lớp cellulose lắng đọng trên suberin làm vành này dày hơn hẳn, tạo ra thành tế bào thứ cấp. Từ đó làm thành nội bì dày lên và có thể có các vết rỗ quan sát được dưới kính hiển vi.